# Hornsignal
Hornsignaler användes förr i tiden av krigsmakten för att vidarebefordra meddelanden till trupperna.
Signalen avgavs med fältpipa och senare jägarhorn eller trumpet.
Exempel på signaler:
- Revelj
- Larm
- Tropp
- Inryckning
- Generalsapell
- Generalmarsch
- Givakt
- Flaggans paradmarsch
- Återgå
- Eld
- Eld upphör
- Korum
- Tapto